# 100 Girls
100 Girls (br: 100 Garotas; pt: Uma Rapariga em Cem) é um filme do gênero comédia adolescente, de 2000. É dirigido por Michael Davis e estrelado por Jonathan Tucker.

## Sinopse
Durante um apagão, o universitário Matthew (Matt) se envolve com uma garota no elevador. Porém, ele não sabe quem é, e agora, junto com sua amiga de infância, Wendy, decide de todos os jeitos procurá-la dentro de uma fraternidade composta de 100 garotas. Sem dúvida uma tarefa árdua se não fosse o fato dele fazer parte da equipe de manuntenção da faculdade e poder assim, todos os dias, arranjar algum conserto para fazer dentro da fraternidade e, desse modo, procurar sua amada. Durante a busca, ele arranja muitas confusões e alguns segredos das garotas e de seu melhor amigo, Rod, acabam sendo revelados.